# کنچا پیکر
کُنچا پیکر (اسپانیایی: Concha Piquer‎؛ ۸ دسامبر ۱۹۰۸ – ۱۲ دسامبر ۱۹۹۰) بازیگر و خواننده اهل اسپانیا بود.
از فیلم‌ها یا مجموعه‌های تلویزیونی که وی در آن‌ها نقش داشته است، می‌توان به «انبار شراب» (۱۹۳۰) اشاره نمود.